# Чаринський державний національний природний парк
Чаринський національний парк (каз. Шарын ұлттық табиғи паркі Şaryn ūlttyq tabiği parkı) офіційно Національний природний парк Чаринський каньйон — національний парк у Казахстані, що простягається вздовж річки Чарин, включаючи Чаринський каньйон. Кажуть, що Каньйон з його тонкошаруватою червоною осадовою породою нагадує Великий Каньйон у США; але він менший — 50 км з кінця в кінець. Близько 125 050 гектарів (309 005 акрів; 1 250 км2; 483 миля2) за розміром парк займає частини Енбекшиказахського району, Райимбекського району та Уйгурського районів Алматинської області. Це близько 200 км на схід від міста Алмати. Парк був створений у 2004 році для захисту геологічних визначних пам'яток каньйону, екологічної крихкості річкової та пустельної системи (включаючи реліктові гаї согдійського ясена) та навколишніх археологічних пам'яток; ділянки також відведені для відпочинку.

## Топографія
Парк видовжений і тонкий, захищає обидва береги річки Чарин на 50 км, але лише на ширину 3 км. Річка Чарин у цьому місці тече з південного заходу на північний схід через посушливі передгір'я Тянь-Шаню 30 км на південь. Глибина каньйону сягає 370 метрів, а його основа розташована приблизно на 1100 метрів над рівнем моря. Парк охороняє чотири основні об'єкти:
- Улькен Бугути розташований у північно-східному підніжжі невеликого гірського масиву Улкен Бугути. Пагорби включають мінеральні комплекси та геологію, що являють науковий інтерес, а також територію, призначену для розширення стад газелей.
- Кизил Карасай охороняє середовище випасу і розмноження джейранів, а також реліктовий ліс ясенів і джерела мінеральних вод.
- Чаринський каньйон проходить головною течією річки Чарин. Глибина каньйону сягає 370 метрів, а підошва розташована приблизно на 1100 метрів над рівнем моря.[3]
- Актогайський каньйон йде річкою Чарин нижче Чаринського каньйону.

Для різних підзон парку передбачено чотири рівні охорони: зона заповідного статусу (9427,5 га), зона стабілізації навколишнього середовища (13147,3 га), зона туризму та відпочинку (77739 га) і зона обмеженої господарської діяльності (26736,2 га).

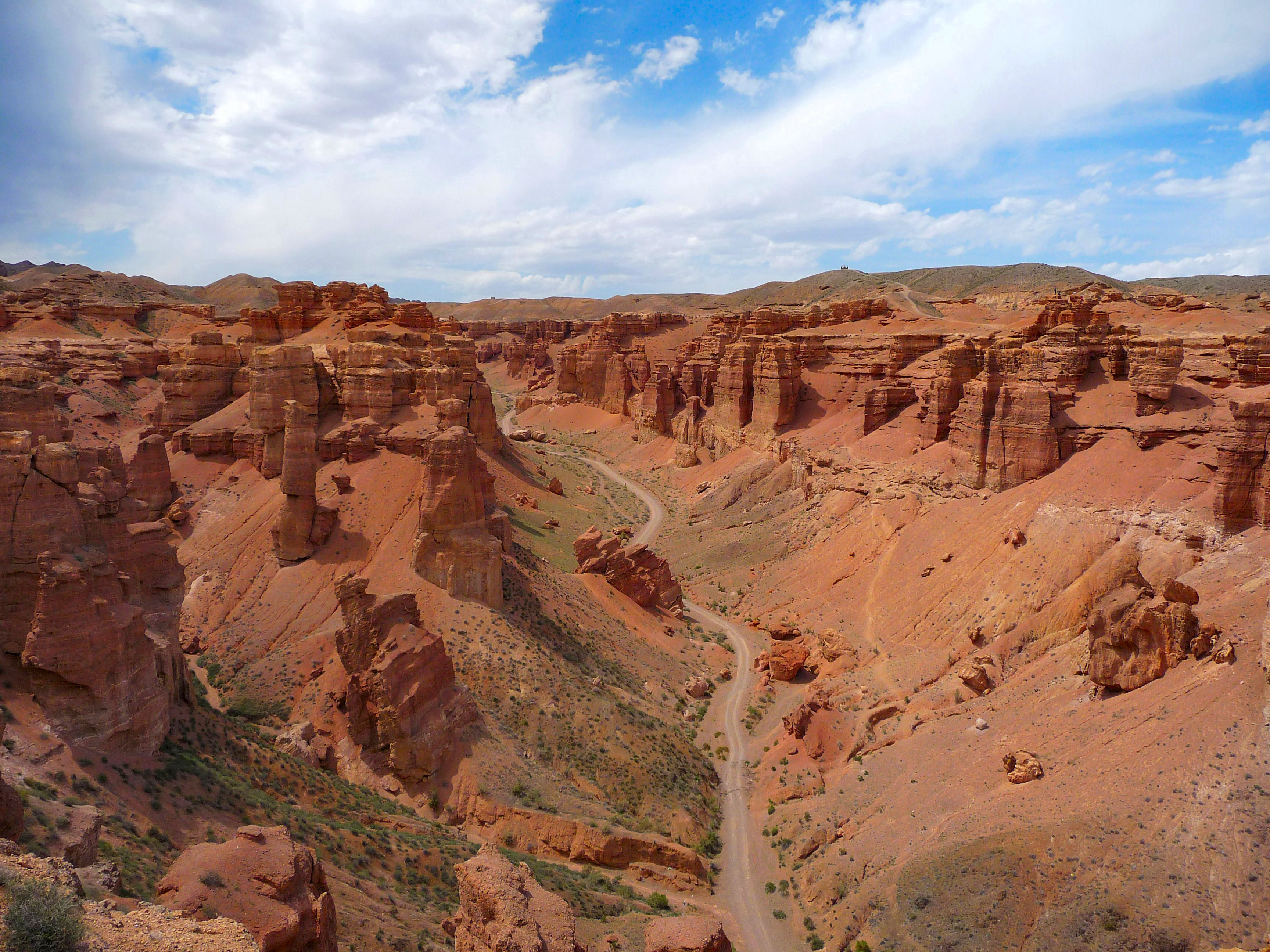
Долина замків, Національний парк Чаринський каньйон

## Клімат
Клімат — «холодний напівпосушливий клімат» (класифікація Кеппена BSk: тепле сухе літо з холодною зимою. 312 мм опадів на рік (максимум влітку). Середня температура коливається від −10,7 °C (12,7 °F) у січні до 19,5 °C (67,1 °F) у липні.

## Рослини і тварини
На території парку розташований Чаринський ясеневий гай, залишки того, що колись було довгим лісовим поясом согдійських ясенів (Fraxinus sogdiana), які поширилися на північних схилах гір Тянь-Шаню ще в палеогеновий період. Ясеневі гаї в парку займають лише близько 5 000 гектарів (50 км2) , витримує значні перепади солоності та сухості ґрунтів заплави. Над заплавою є унікальне співтовариство, у якому домінуючими рослинами є саксаул (Haloxylon), Eurotia та Ephedra.
Учені в парку зафіксували 32 види ссавців, 18 видів плазунів, 4 види земноводних, 100 видів птахів і понад 1000 видів рослин, 50 з яких є рідкісними або ендемічними.

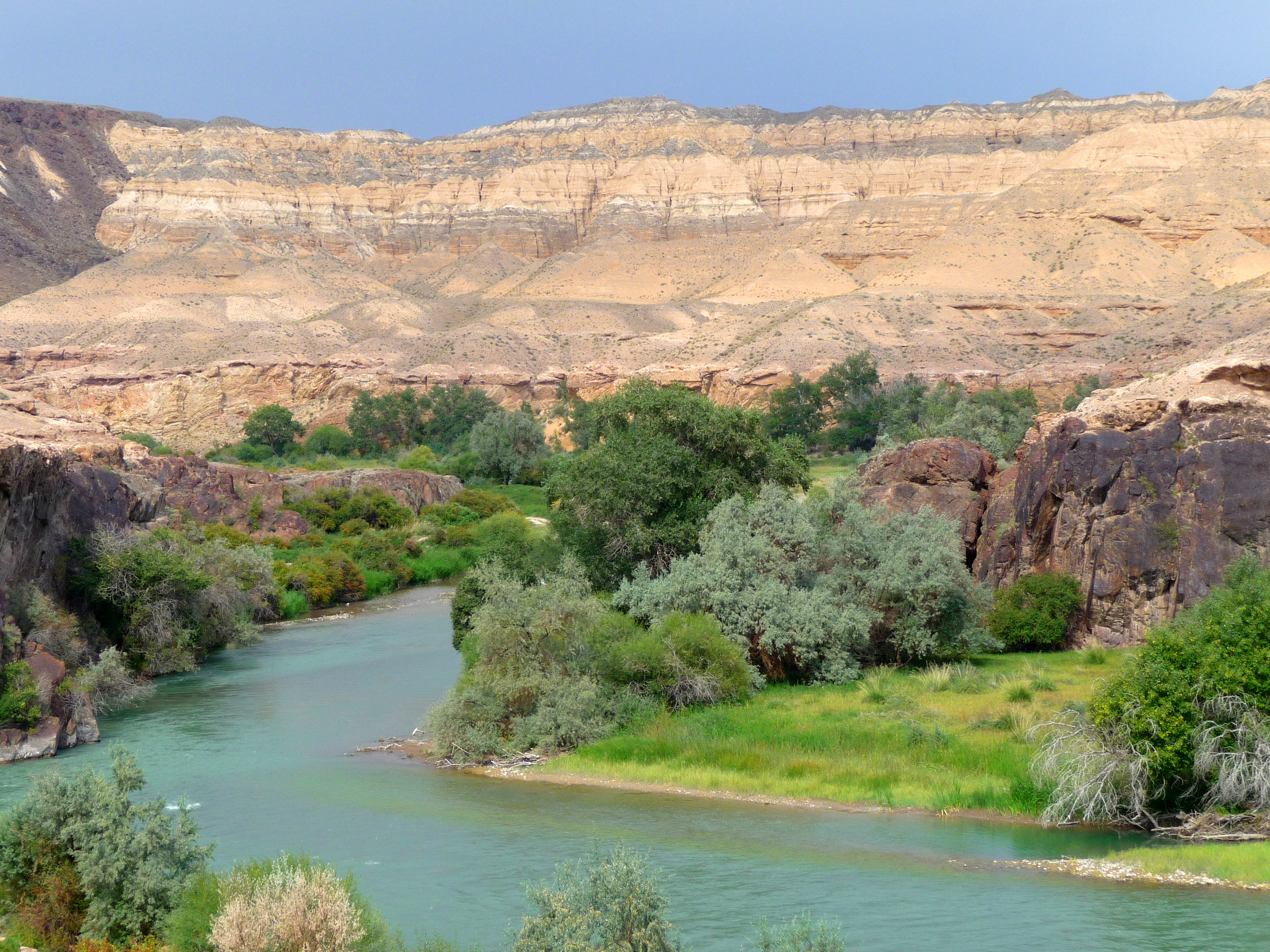
Річка Чарин у Чаринському каньйоні

## Туризм
У парку є три туристичні стежки:
- Чаринський ясеневий гай: Крім стежки, є гостьові будиночки та «заміський будинок» на 100 місць.
- Долина Замків: Долина Замків отримала свою назву від форм скель у невеликому бічному каньйоні (3 км, завширшки 200—700 метрів) біля головного русла річки Чарин, звідки відкривається вид на головний каньйон. Осадові товщі представлені оранжево-сірими глинами, мергелями, глинищами і пісковиками. Підхід на 10 км ґрунтова дорога, з трьома автостоянками на ділянці. Харчування доступне у двох альтанках відпочинку та п'яти юртах для відпочинку.
- Кладовища та кургани: Розташований за 12 км від траси Чунджа-Алмати є район розрізнених археологічних пам'яток.